# کوه سوتای
کوه سوتای (به لاتین: Sutai Mountain) یک کوه در مغولستان است که در رشته‌کوه آلتای واقع شده‌است. کوه سوتای ۴٬۲۲۰ متر بالاتر از سطح دریا واقع شده‌است.